# Vierge créole
Pour plus de détails, voir Fiche technique et Distribution.
Vierge créole (Venere creola) est une comédie italienne réalisée par Lorenzo Ricciardi (de) et sortie en 1961.
Le film, produit en Italie, a vu les débuts de l'acteur bahaméen Calvin Lockhart, qui a ensuite mené une carrière d'acteur aux États-Unis jusqu'à sa mort en 2007.

## Synopsis
Sur une île de la mer des Caraïbes, le combat de coqs annuel a lieu. Le jeune Melchior perd son coq, tué par un chien. La fille du maire, Dolores, qui est amoureuse de lui, l'aide à chercher un autre coq. En errant dans les îles, Melchior perd cependant le but de son voyage, abandonnant Dolores et s'adonnant à la belle vie en compagnie de copines occasionnelles. Il dilapide l'argent qu'il a récolté en achetant et en vendant, si bien que lorsqu'il trouve le coq parfait pour lui en Haïti, il n'a plus l'argent pour le payer. La fille de l'éleveur tombe amoureuse de lui ; il ne sera pas difficile pour lui d'entrer en possession du coq quelques heures avant le combat. Dans un combat très dur, le coq de Melchior parvient à prendre le dessus sur lui ; le jeune homme part donc avec sa dernière conquête sur un radeau le long du Río de la Plata.

## Fiche technique
- Titre français : Vierge créole[1]
- Titre original italien : Venere creola[2]
- Réalisateur : Lorenzo Ricciardi (de)
- Scénario : Lorenzo Ricciardi (de), Fede Arnaud
- Photographie : Aldo Giordani (it)
- Montage : Mario Serandrei
- Musique : Carlo Rustichelli, Piero Umiliani
- Décors : Angelo Zamboni (it), Carlo Agate
- Maquillage : Duilio Giustini
- Production : Luigi Rovere
- Société de production : Baltea Film
- Pays de production :  Italie
- Langue originale : italien
- Format : Couleurs par Eastmancolor - 2,35:1 - Son mono - 35 mm
- Durée : 98 minutes
- Genre : Comédie
- Dates de sortie :
  - Italie : décembre 1961
  - France : 11 décembre 1974[1]

## Distribution
- Calvin Lockhart : Melchior de la Cruz
- Helen Williams : Jenny Bell
- Issa Arnal : Fafà
- Sheila Gibson : Dolores De La Fuente
- Berenice Figuera : Pauline Mattias
- Bany Velverton : Marianne

## Production
Le film a été entièrement tourné dans les Antilles, notamment à la Grenade, à Haïti et à Trinité-et-Tobago.